# 와디 (가수)
와디 (Wadi, 본명 고영대, 1982년 11월 7일 ~ )는 대한민국의 힙합 가수이다. 현재 3인조 힙합 그룹 DS Connexion의 멤버이다.
18세에 처음 힙합을 접하여 빠져들기 시작했다는 와디는, 친구의 소개로 팻두와 만나 함께 음악 작업을 시작했다. 곧이어 대학에서 면을 만나면서 2001년 DS Connexion을 결성하기에 이르렀다. DS Connexion은 특유의 자유 분방한 스타일로 2005년 첫 앨범을 낸 후부터 쭉 인지도를 늘려왔으며, 2007년 6월 두 번째 앨범을 발표하였다. 그에 앞서 2005년에는 와디가 밀러 & MGD 프리스타일 대회의 본선에 오르는 일도 있었다.
와디는 팀 활동을 병행하면서 2006년에는 메가패스 CF곡을 만들었다. 해당 CF는 3개월 간 방영됐다. 2007년에는 걸프렌즈와 함께 가요 무대에 서는 등의 독자 활동도 이어갔다. 이러한 독자 활동의 결실은 2008년 솔로 앨범 The Lost Tracks로 이어져, 당시 이미 활발한 솔로 활동을 펼치고 있던 팻두의 뒤를 이었다.
이후 그의 솔로 활동은 점차 잠잠해졌고 팻두와 면의 솔로 앨범 피쳐링 정도에 국한됐다. 이는 2011년 1월 발표된 싱글 보도 자료에서 그가 삼성전자에 취직했기 때문으로 알려졌다. 그에 따라 DS Connexion 두 번째 앨범 작업이 더디게 진행되고 있다는 소식도 덧붙여졌다. 6월에는 자신의 여자친구에게 프로포즈 용으로 웹사이트와 온라인 싱글을 발표했으며, 여자친구의 승낙을 받았다는 뉴스도 전해졌다. 이후 2012년 8월 그의 아들의 탄생을 기념하여 새 디지털 싱글 《아들에게 주는 인생 지침서》를 발표했다.
2014년에는 DS Connexion 멤버들이 추진한, Sound Providers의 음악을 이용한 한국 힙합 컴필레이션 Sound Providers of Korea에 참여했고, 2월 신곡 《출근길》을 발표했다.

대표곡: 〈그때쯤〉, 〈계란한판〉, 〈아들에게 주는 인생 지침서〉, 〈출근길>

## 디스코그래피
- 2008년 6월 24일 The Lost Tracks EP
- 2011년 1월 7일 《계란한판》 디지털 싱글
- 2011년 6월 9일 Say Yes 디지털 싱글
- 2012년 8월 14일 《아들에게 주는 인생 지침서》 디지털 싱글
- 2014년 2월 21일 《출근길》 디지털 싱글
- 2014년 6월 3일 《늙었어》 디지털 싱글